# Hemdale Film Corporation
La Hemdale Film Corporation è una società di produzione e distribuzione di film indipendenti, fondata a Londra nel 1967 da David Hemmings e John Daly, diretta da Daly e Derek Gibson. In seguito divenne nota per la produzione di Terminator (1984), Colpo vincente e Platoon (1986). Nel 1995, poco dopo l'annuncio di Daly e Gibson di voler lasciare la società, essa chiuse i battenti venendo incorporata nella Orion Pictures. Nel 1996, la Società Hemdale è stata acquistata da Crédit Lyonnais, nel 1997 da PolyGram Filmed Entertainment e nel 1998 da Orion Pictures.